# NGC 1290
NGC 1290 je galaksija u zviježđu Eridan.

## Vanjske poveznice
- SEDS: NGC 1290